# Simon Schaidenreisser
Simon Schaidenreisser, auch: Simon Minervius (* um 1497 in Budissin; † nach 20. Juni 1572 in München) war ein deutscher Schriftsteller und Humanist.

## Leben
Schaidenreisser lässt sich in den Matrikeln der Universität Wittenberg erstmals 1515 nachweisen, wo er nach einem Studium der freien Künste sich 1516 den akademischen Grad eines Baccalaureus erwarb. Daraufhin findet man ihn 1523 an der Universität Basel, wo er 1523 den Grad eines Magisters absolvierte und im Jahre 1525 als Rektor der späteren Lateinschule in München anzutreffen ist. Dort war er bis 1534 Stadtpoet, arbeitete dann als Stadt-, Kämmerer- und Gerichtsschreiber.

## Werk
Er unterhielt Kontakt zu anderen Humanisten und erlangte als Übersetzer Bedeutung. So ist er der Autor der ersten deutschen Odyssee-Übersetzung, die den Beginn der deutschsprachigen Homer-Bearbeitung darstellt. Zudem zählt zu seinen Werken die 1538 in Augsburg erschienene Übersetzung der „Paradoxa Stoicorum“ des Cicero. Von (s)einer anscheinend begonnenen Übersetzung der Ilias des Homer hat sich nichts mehr erhalten.